# Barragem de São Domingos
A Barragem de São Domingos está construída sobre o leito do Rio de São Domingos, situando-se a cerca de cinco quilómetros da sua foz, na freguesia de Atouguia da Baleia, município de Peniche, distrito de Leiria.
É a maior propriedade municipal e também a única barragem do Oeste que se destina ao abastecimento público de água. A barragem é atualmente administrada pelos Serviços Municipalizados de Água e Saneamento do Município de Peniche.
Trata-se de uma barragem de enrocamento com núcleo argiloso, com um comprimento de sensivelmente quatro quilómetros e uma largura média de trezentos metros.

## História
Esta obra foi financiada, em 1985, pelo Fundo Europeu de Desenvolvimento Regional (FEDER), ainda antes da adesão de Portugal à Comunidade Económica Europeia, com uma estimativa de valor a rondar os 833 000 contos. No ano seguinte foi elaborado o projecto, para que dois anos mais tarde tivesse lugar a celebração do Contrato Programa entre o Ministério do Planeamento e a Câmara Municipal. Ainda em 1986 deu-se início à construção da Conduta Adutora.
Em 1990 iniciou-se a construção civil e do equipamento hidromecânico da barragem. No ano posterior o contrato foi revisto mas, em 1993, já a barragem de São Domingos estava concluída. Neste ano começou outra obra, desta feita o Reservatório Apoiado do Abalo, em Peniche, que seria terminado em 1994. Foi nesta altura que começou a ser projectada a Estação de Tratamento de Águas Residuais (ETAR) em Atouguia da Baleia. Em 1996 iniciou-se a construção da estação elevatória e da ETA de São Domingos que seriam terminados um e dois anos mais tarde, respectivamente.

## Características
O projecto contemplou as seguintes obras:
- Estação elevatória, situada a jusante da barragem, destinada a elevar a água para a Estação de Tratamento;
- Conduta adutora com cerca de oito quilómetros;
- Estação de tratamento de água concebida para tratar um caudal de 150 L/s, em 3 módulos independentes de 50 L/s. A ETA de São Domingos abastece, de momento, toda a cidade de Peniche, estando previsto para 2015 o abastecimento total do concelho;
- Reservatório apoiado localizado no Sitio do Abalo, em Peniche de 3000 m3;
- Reservatório elevado de 500 m3 com uma altura de 28 metros, também localizado no Sitio do Abalo;
- Saneamento da bacia, designadamente a construção de diversas ETAR's e respectivos emissários.

Esta albufeira, que está neste momento sob a alçada da Câmara Municipal de Peniche, tem uma capacidade útil de armazenamento de cerca de 7.55 milhões de metros cúbicos, ou seja, 7.550 milhões de litros de água. Em Janeiro e Fevereiro de 2001, Março de 2003 e quase todo o Inverno de 2011, a barragem atingiu os 100% da sua capacidade, enquanto a percentagem mínima até ao momento (16,4%) ocorreu em Outubro de 2005, depois da pior seca das últimas seis décadas. Durante o ano de 2007 a taxa de utilização média desta captação foi de cerca de 4.500 m3/ dia.

## Investimento
| Investimento realizado          | Montante (€)  |
| ------------------------------- | ------------- |
| Barragem                        | 6.174.106,53  |
| Equipamento Hidromecânico       | 274.175,14    |
| Expropriações                   | 1.133.802,54  |
| Caminho de Acesso               | 147.954,41    |
| Saneamento da bacia             | 557.301,91    |
| Reservatório Apoiado            | 275.032,18    |
| Estação de Tratamento           | 2.588.934,21  |
| Estação Elevatória              | 481.075,06    |
| Conduta Adutora                 | 876.068,68    |
| Estudos e Projectos             | 251.618,60    |
| Reservatório Elevado em Peniche | 428.966,20    |
| Caminho Envolvente à Barragem   | 249.398,95    |
| VALOR TOTAL                     | 13.438.320,01 |

## Imagens

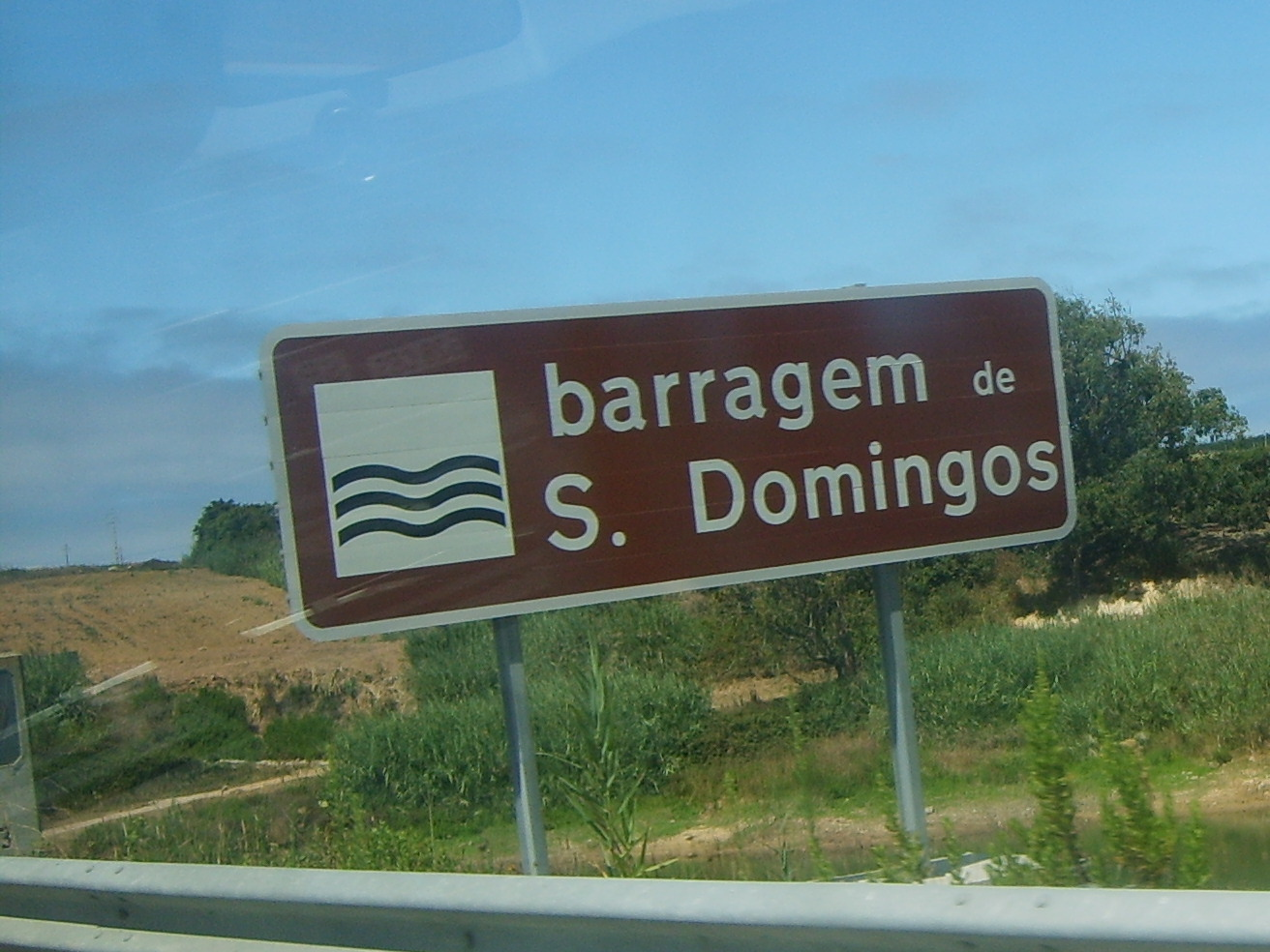
Sinalização Turístico-Cultural de Património natural